# Legion of Merit
Pour les articles homonymes, voir Légion du mérite.
La Legion of Merit (« Légion du mérite ») est une décoration militaire des États-Unis créée le 20 juillet 1942 et décernée pour conduite exceptionnelle en période de guerre. Elle peut être remise aussi bien aux citoyens américains qu'à des étrangers qui ont combattu avec les États-Unis lors d'un conflit armé.
Elle comporte quatre grades, donnés ici par ordre décroissant d'importance : commandeur en chef, commandeur, officier et légionnaire.
Elle occupe le septième rang dans l'ordre de préséance de toutes les distinctions militaires américaines.

## Quelques récipiendaires
- Commandeur en chef :
  - Bernard Montgomery
  - Hilmi Özkök
  - Michel I de Roumanie
  - Tchang Kaï-chek
  - Draža Mihailović
  - Alphonse Juin
  - Jean de Lattre de Tassigny
  - Philippe Leclerc de Hauteclocque
  - Mohammad Reza Pahlavi
  - Gueorgui Joukov
  - Haïlé Sélassié Ier
  - Charles de Gaulle
  - Marcel Bigeard
  - Mohammed VI[1]
  - Emmanuel Macron

- Commandeur :
  - Marie-Pierre Kœnig
  - Valérie André
  - Gral de Ejercito Eligio Ramón Torres Heyn
  - Georges Barré
  - Paul Beynet
  - John de Chastelain
  - Jacques Chaban-Delmas
  - Alain de Boissieu
  - Robert Jaujard
  - Peter de la Billière
  - John George Walters Clark
  - Jean Ganeval
  - Jacques Lanxade
  - Jean-Louis Georgelin
  - Marcel Bigeard
  - Stéphane Abrial
  - Martial Valin
  - Pierre-François Forissier
  - John Cunningham
  - Bertrand Ract-Madoux
  - Xavier Bout de Marnhac
  - André Lemonnier (amiral)
  - Marc Compernol (général)
  - Pierre de Villiers (militaire)
  - François Lecointre (militaire)
  - Eugène Molle
  - Paul Doyen
- Officier :
  - Pierre Billotte (général français, compagnon de la Libération)
  - Michel de Brébisson (général d'armée français)
  - Diego Brosset (général français, compagnon de la Libération)
  - Roméo Dallaire (lieutenant-général et homme politique canadien)
  - René Delhome (général français)
  - Vincent Desportes (général français)
  - Septime d'Humières (général français, commandeur de l'ordre de la Légion d'honneur)
  - Pierre Malaise (militaire français)
  - Raymond Mamier (général français)
  - Étienne Renard (général français)
  - Ralph Monclar (général de corps d'armée français)
  - Sun Li-jen (général de la Force X chinoise en Birmanie)
  - Jean Touzet du Vigier (général français, grand croix de la Légion d'Honneur, commandant la Ire division blindée lors de la Libération de la France)
  - Bernard Commins (général français)

- Légionnaire :
  - Roger de Bazelaire de Boucheporn, colonel (1943)[2]
  - Jean Chrétien, colonel (1943)[2], chef des services de contre-espionnage en Afrique du Nord puis au sein de la DGER durant la Seconde Guerre mondiale.
  - Curtis G. Culin
  - Elizabeth L. Train
  - Edwin Hubble
  - Armand Lotti
  - David Niven
  - George Juskalian
  - Peter Julien Ortiz
  - Pierre Richet
  - André Girard

## Description
La médaille est portée en cravate, avec plaque pour les commandeurs en chef, et suspendu à un ruban pour les officiers et légionnaires
| Commandeur en chef | Commandeur | Officier | Légionnaire |
| ------------------ | ---------- | -------- | ----------- |
|                    |            |          |             |
| Ruban              |            |          |             |
|                    |            |          |             |